# The Little 'Fraid Lady
The Little 'Fraid Lady er en amerikansk stumfilm fra 1920 af John G. Adolfi.

## Medvirkende
- Mae Marsh som Cecilia Carne
- Tully Marshall som Giron
- Kathleen Kirkham som Mrs. Helen Barrett
- Charles Meredith som Saxton Graves
- Herbert Prior som Judge Peter Carteret
- Gretchen Hartman som Sirotta
- George Bartholow som Bobby Barrett